# Загальний Суд Європейського Союзу
Зага́льний Суд, неофіційно відомий як Європе́йський Зага́льний Суд (ЄЗС) — суд, що входить до складу Суду Європейського Союзу. Він розглядає позови, подані проти інституцій Європейського Союзу окремими особами та державами-членами, хоча в певних питаннях юрисдикцію має лише Європейський Суд Справедливости (ЄСС). Рішення Загального Суду можуть бути оскаржені в Суді Справедливости, але лише з питань acquis communautaire. До набуття чинности Лісабонського договору 1 грудня 2009 року він був відомий як Суд першої інстанції.

## Компетенція
Загальний Суд розглядає спори (наприклад, суперечки осіб, яким EUIPO, Реєстр торгових марок і зразків ЄС відмовив у видачі торгової марки).
Створення Загального Суду започаткувало судову систему, засновану на двох рівнях юрисдикції: усі справи, які розглядає Загальний Суд у першій інстанції, можуть бути предметом права оскарження до Суду лише з питань права.
З огляду на збільшення кількости справ, поданих до Загального суду за останні п’ять років, щоб звільнити його від частини справ, Ніццький договір, який набув чинности 1 лютого 2003 року, передбачає створення «судових колегій» у певних конкретних сферах.
2 листопада 2004 року Рада прийняла рішення про заснування Трибуналу публічної служби Європейського Союзу. Цей спеціалізований трибунал, що складався з семи суддів, слухав і вирішував у першій інстанції спори за участю Європейської публічної служби. Його рішення підлягали оскарженню в Загальному Суді лише з питань права. Рішення, винесені Загальним Судом у цій сфері, можуть бути предметом перегляду Судом. Трибунал публічної служби Європейського Союзу був належним чином заснований 2 грудня 2005 року. Незважаючи на успішне виконання своїх повноважень він був розпущений 1 вересня 2016 року, що призвело до подвоєння кількости суддів у Загальному Суді.

## Склад
З лютого 2020 року Загальний суд складається з 54 суддів; це сталося після реформи 2016 року, яка збільшила кількість суддів до двох на державу-член до 2019 року, а також після виходу Сполученого Королівства з ЄС наприкінці січня 2020 року. Судді призначаються на шестирічний термін з можливістю поновлення за спільною згодою урядів держав-членів. Станом на  лютий 2020, 49 суддів: 23 держави-члени висунули обох своїх суддів, у той час як Латвія, Польща та Словаччина призначили лише одного, а Словенія не призначила жодного.
Члени Загального суду обирають зі свого числа свого голову та голів палат із п’яти суддів на трирічний період з можливістю переобрання.
Немає постійних генеральних адвокатів при Загальному Суді (на відміну від Суд Справедливости, який має одинадцять генеральних адвокатів). Проте в обмеженій кількості випадків завдання генерального адвоката може виконувати призначений для цього суддя. На практиці це робилося час від часу.

### Перелік голів
| Обраний              | Термін закінчився    | Суддя                    |
| -------------------- | -------------------- | ------------------------ |
| 25 вересня 1989 року | 18 вересня 1995 року | Хосе Луїс да Круз Віласа |
| 18 вересня 1995 року | 4 березня 1998 року  | Антоніо Саджо            |
| 4 березня 1998 року  | 17 вересня 2007 року | Бо Вестердорф            |
| 17 вересня 2007 року | 26 вересня 2019 року | Марк Джеґер              |
| 27 вересня 2019 року | Діючий               | Марк ван дер Вуде        |

### Перелік віцеголів
| Обраний              | Термін закінчився    | Суддя             |
| -------------------- | -------------------- | ----------------- |
| 17 вересня 2013 року | 19 вересня 2016 року | Гейккі Каннінен   |
| 20 вересня 2016 року | 26 вересня 2019 року | Марк ван дер Вуде |
| 27 вересня 2019 року | Діючий               | Саввас Папасаввас |

### Перелік секретарів
| Обраний              | Термін закінчився   | Суддя             |
| -------------------- | ------------------- | ----------------- |
| 27 вересня 1989 року | 6 жовтня 2005 року  | Ганс Юнґ          |
| 6 жовтня 2005 року   | 30 квітня 2023 року | Еммануель Кулон   |
| 5 червня 2023 року   | Діючий              | Вітторіо Ді Буччі |

## Юрисдикція
Загальний Суд, як і Суд Справедливости, має завдання забезпечити дотримання права при тлумаченні та застосуванні Договорів Європейського Союзу та положень, прийнятих компетентними установами Союзу.
Для виконання свого головного завдання Загальний Суд має юрисдикцію слухати та вирішувати в першій інстанції всі прямі позови, подані окремими особами та державами-членами, за винятком тих, які мають бути передані «судовій групі» та тих, які зарезервовані для Суду Справедливости.

### Категорії прямих дій
- Позови про визнання рішень недійсними (проти актів установ Союзу)
- Позови за бездіяльність (проти бездіяльности інституцій Союзу)
- Позови про відповідальність (для відшкодування шкоди, завданої протиправною поведінкою з боку інституцій Союзу)
- Позови на підставі арбітражного застереження (спори щодо договорів публічного або приватного права, укладених Союзом, що містять таке положення)
- Позови щодо публічної служби (спори між Союзом та його посадовими особами та іншими службовцями) – з 2005 по 2016 роки ці справи були передані до Трибуналу цивільної служби Європейського Союзу, але повернулися до Загального Суду, коли його розмір подвоївся

Предмет прямих позовів: усі справи, в тому числі:
- сільське господарство;
- державна допомога;
- антимонопольна право;
- комерційна політика;
- регіональна політика;
- соціальна політика;
- інституційне право;
- право торгівельні марки та промислові зразки;
- транспорт.

## Процес
Загальний Суд має свій власний регламент. Правила 1991 року були замінені переглянутими Правилами процедури, які набули чинности 1 липня 2015 року. В основному судова процедура включає письмову та усну фази. Судочинство ведеться мовою на вибір заявника. Як і в Європейському Суді Справедливости, робочою мовою Суду є французька, і це включає мову, якою обговорюють судді, і мову складання попередніх звітів і рішень.
Суд поділений на 9 відділень (так звані «палати»), які засідають 3 суддівські лави, за винятком 7-го відділення, де засідають 4 судді. Кожна палата має розширений склад із 5 суддів. Голова суду передає справи відповідному головуючому судовому засіданні. Потім головуючий суддя, призначений для розгляду справи, обирає суддю-доповідача (judge-reporteur) із числа суддів відділення, секретари якого пишуть попередній звіт (rapport préalable) на основі заяв сторін і чинного законодавства.
Після закінчення письмової фази та, залежно від обставин, після вжиття заходів розслідування, справа обговорюється усно у відкритому судовому засіданні. Розгляд справи синхронно перекладається, якщо необхідно, різними офіційними мовами Європейського Союзу. Потім судді обговорюють питання на основі проєкту рішення, підготовленого суддею-доповідачем. Остаточне рішення Суду виноситься у відкритому судовому засіданні.